# Садако Сасаки
Садако Сасаки (на японски: 佐々木 禎子, Sasaki Sadako, 7 януари 1943 г. – 25 октомври 1955) е японско момиче, станало жертва на атомните бомбардировки на Хирошима и Нагасаки от Съединените щати. Тя е на две години, когато бомбите са пуснати и е силно облъчена. Тя оцелява още десет години, превръщайки се в една от най-известните хибакуша – японски термин, означаващ „човек, засегнат от бомба“. Тя е запомнена чрез историята на повече от хилядата оригами жерави, които тя сгъва преди смъртта си. Тя почива на 12-годишна възраст на 25 октомври 1955 г. в болницата на Червения кръст в Хирошима. Садако придобива известност в България с издаването на книгата „Садако иска да живее“ (1965) от Карл Брукнер, написана по спомените на нейния брат Масахиро Сасаки.
В нейния град Хирошима е издигнат скромен паметник. Изобразява Садако, която в ръка държи оригами на жерав, тъй като според японската традиция, ако болен направи 1000 книжни фигури, ще му се сбъднат всички мечти. В това дело е била подпомогната от много деца по света, които и изпращали техни сгънати фигурки.

## В деня на бомбардировката
Садако Сасаки е у дома си, на около 1,6 километра (1 мили) от нулевата точка, когато Съединените щати хвърлят атомна бомба върху Хирошима. Тя беше издухана през прозореца и майка й изтича да я намери, подозирайки, че може да е мъртва, но вместо това намира двегодишната си дъщеря жива без видими наранявания. Докато бягат, Садако и майка й са застигнати от черен дъжд. Баба й бяга обратно вътре и умрира близо до къщата, очевидно опитвайки се да избяга от пожари, като се крие в цистерна.
Садако израства като своите връстници и става важен член на класния си отбор по щафетно бягане. През ноември 1954 г. Садако получава отоци по врата и зад ушите. През януари 1955 г. на краката й се образува пурпурен келоид. Впоследствие тя е диагностицирана с остра злокачествена левкемия на лимфните жлези (нейната майка и други в Хирошима я наричат „болест на атомната бомба“). Тя е хоспитализирана на 21 февруари 1955 г. и и остава не повече от година живот.
Няколко години след атомната експлозия се наблюдава увеличение на левкемията, особено сред малките деца. В началото на 50-те години на XX век става ясно, че левкемията е причинена от излагане на радиацията от урана в бомбата.
Тя е приета като пациент в болницата на Червения кръст в Хирошима за лечение и преливане на кръв на 21 февруари 1955 г. По времето, когато е приета, нейните бели кръвни клетки са били шест пъти по-високи от средните нива на дете.

## Оригами на жерав
През август 1955 г. тя е преместена в една стая с момиче на име Кийо, ученичка от прогимназията, която е две години по-голяма от нея. Малко след това в стаята и са донесени оригами на жерави от местен гимназиален клуб. Приятелят на Сасаки, Чизуко Хамамото, й разказал легендата за жеравите и тя си поставила за цел да сгъне 1000 от тях, за което се смятало, че фигурката изпълнява желание. Въпреки че има много свободно време през дните си в болницата, на Сасаки й липсва хартия, така че използва опаковки за лекарства и каквото друго може да намери; включително ходене до стаите на други пациенти, за да поиска хартията от подаръците им за оздравяване. Нейната най-добра приятелка Чизуко също донася хартия от училище, за да я използва Сасаки.
Популярна версия на историята е, че Сасаки не е постигнала целта си да сгъне 1000 жерава, като е сгънала само 644 преди смъртта си, и че нейните приятели са завършили 1000 и са ги погребали всички с нея. (Това идва от романизираната версия на нейния живот Садако и хилядата хартиени жерави .) Въпреки това, експонат, който се появява в Мемориалния музей на мира в Хирошима, гласи, че до края на август 1955 г. Сасаки е постигнала целта си и е продължила да сгъва още 300 кранове. По-големият брат на Садако, Масахиро Сасаки, казва в книгата си Пълната история на Садако Сасаки, че тя е надхвърлила целта си.

## Смърт
По време на престоя й в болницата състоянието й прогресивно се влошава. Около средата на октомври 1955 г. левият и крак се подува и става лилав. След като семейството и я карало да хапне нещо, Садако поискала чай с ориз и отбелязала „Вкусно е“. След това тя благодари на семейството си, като това са последните и думи. Заедно със семейството и приятелите си, Садако умира сутринта на 25 октомври 1955 г. на 12-годишна възраст.
След смъртта й тялото на Садако е изследвано от Комисията по жертвите на атомните бомбардировки (ABCC) за изследване на ефектите на атомната бомба върху човешкото тяло, преди да бъде кремирана.

## В нейна памет
След смъртта й приятелите и съучениците на Сасаки публикуват колекция от писма, за да съберат средства за изграждане на мемориал на нея и всички деца, загинали от ефектите на атомната бомба, включително друго японско момиче Йоко Мориваки. През 1958 г. статуя на Сасаки, държаща златен жерав, е открита в Мемориалния парк на мира в Хирошима. В подножието на статуята има плоча с надпис: „Това е нашият вик. Това е нашата молитва. Мир в света“.
Нейна статуя има и в Сиатълския парк на мира. Сасаки се превръща във водещ символ на ефектите от ядрената война и се превърна в международен символ за мир и мирен свят, особено по време на текущата руска инвазия в Украйна през 2022 г. Сасаки също е героиня за много момичета в Япония. Нейната история се разказва в някои японски училища на годишнината от бомбардировката над Хирошима. В посветен на Сасаки празник, хората в цяла Япония празнуват 6 август като годишен ден на мира.
Художникът Сю ДиЧико основа проекта Peace Crane Project през 2013 г., за да отпразнува наследството на Садако и да свърже учениците по целия свят във визия за мир. ДиЧико и братът на Садако пишат съвместно книга за Садако, Пълната история на Садако Сасаки, надявайки се да пренесат нейната истинска история в англоезичните страни. Техният уебсайт предлага учебно ръководство за студенти и възможност да „Попитате Масахиро“.

## В популярната култура
Трагичната смърт на Садако Сасаки вдъхновява дагестанския руски поет Расул Гамзатов, който е посетил град Хирошима, да напише аварска поема „Журавли“, която в крайна сметка се превръща в една от най-великите военни балади на Русия. Животът и смъртта на Сасаки също са предмет на песента „Cranes over Hiroshima“ на американския певец и автор на песни Фред Смол.